# Ends With A Bullet
Ends With A Bullet es una banda de metalcore melódico sueca creada en abril de 2013 a manos del guitarrista/vocalista Liam Espinosa. El grupo al principio también está formado por Jimmie Strimmell (ex-Dead by April, Death Destruction y Nightrage), Marcus Rosell, Eric Bogreen y Diederich Castro. El 25 de julio anuncian la salida de un primer EP de cinco canciones bajo nombre homónimo y en 2014 sale a la luz el primer disco del grupo, además se anuncia la salida temporal de Jimmie por problemas personales y la salida de Marcus Rosell (quien deja el grupo para unirse a Dead by April).

## Miembros
- Liam Espinosa - voz, screams y guitarra rítmica
- Eric Bogren - guitarra solista

## Exmiembros
- Jimmie Strimmell - gutural
- Marcus Rosell - batería
- Diederich Castro - bajo

## Discografía
- Ends With A Bullet (EP) (2013)
- Twenty Seven (LP) (2014)